# Eschine
Pour le philosophe, voir Eschine de Sphettos.
 (octobre 2021).
Si vous disposez d'ouvrages ou d'articles de référence ou si vous connaissez des sites web de qualité traitant du thème abordé ici, merci de compléter l'article en donnant les références utiles à sa vérifiabilité et en les liant à la section « Notes et références ».
Sauf précision contraire, les dates de cet article sont sous-entendues « avant l'ère commune », c'est-à-dire « avant Jésus-Christ ».
Œuvres principales
- Contre Timarque
- Sur la fausse ambassade
- Contre Ctésiphon

Eschine, en grec ancien Αἰσχίνης / Aiskhínês, né à Athènes vers 390 av. J.-C. et mort en 314 av. J.-C., est l'un des dix orateurs attiques, et homme politique athénien. D'origine modeste, il s'impose par son éloquence et, en 346, fait partie d'une ambassade auprès du roi Philippe de Macédoine. Il devient un partisan de la puissance macédonienne et s'oppose aux discours anti-macédoniens de Démosthène, farouche partisan de la souveraineté athénienne contre Philippe. En 336, un duel oratoire oppose les deux rivaux : Eschine, battu et condamné à une amende, préfèra s'exiler. Il finit sa vie à Éphèse, puis à Rhodes où il ouvrit une école de rhétorique. Il est considéré comme un des modèles de l'éloquence classique.

## Biographie

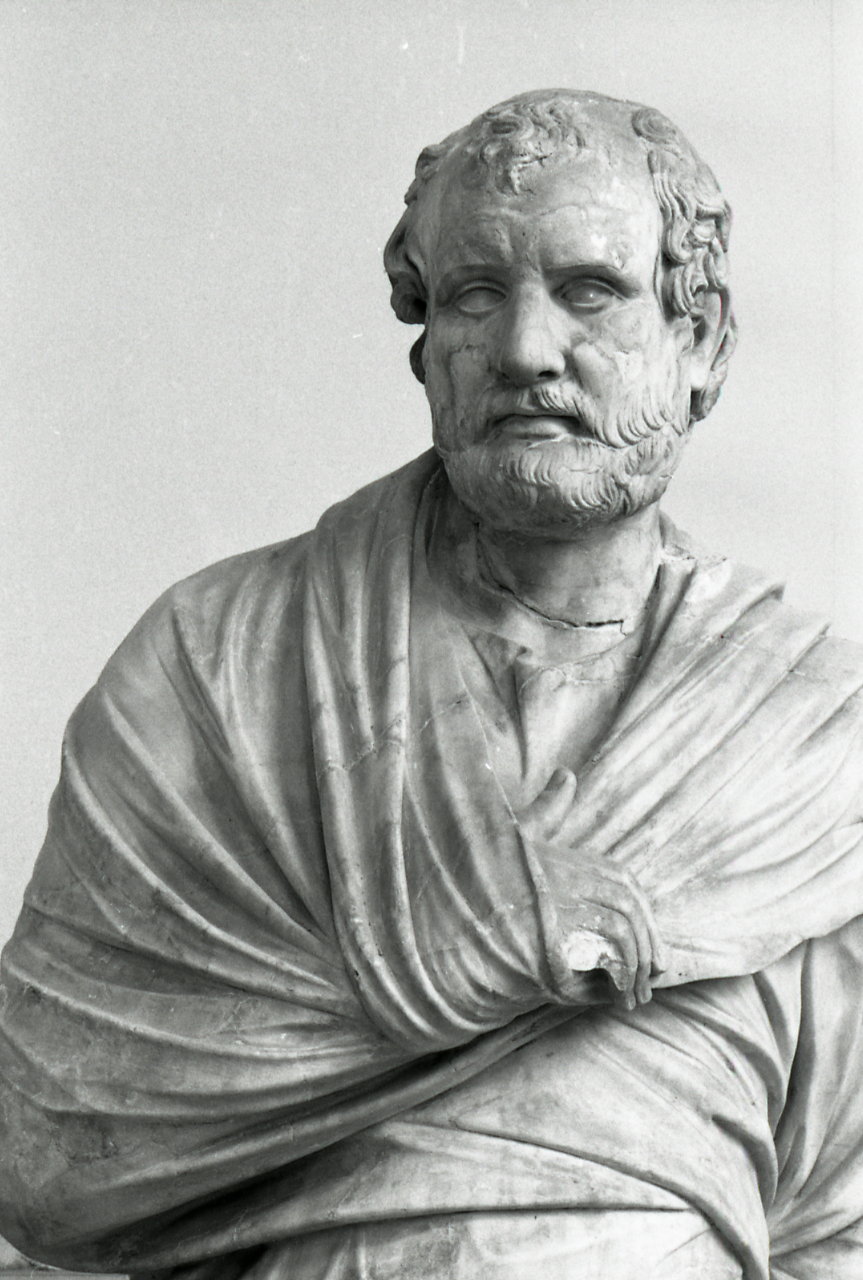
Statue d'Eschine, de la Villa des Papyrus d' Herculanum. Musée archéologique national de Naples. Photo par Paolo Monti, 1969.

### Formation
Né dans une famille pauvre du dème athénien de Cothocos, fils d’Atromète, maître d'école, et Glaucothée, prêtresse d'une divinité étrangère, il a deux frères prénommés Démocharès et Aphobos. Doté d'un corps solide qui lui permet de faire de la gymnastique et d'avoir une forte voix, ce qui le destine au théâtre, à être souffleur puis acteur. Son père étant instituteur, il donne lui-même des cours de lettres, et servira comme greffier. C'est peut-être là qu'il se prend d’amour pour la vocation d'orateur. Il décide de suivre l’enseignement de Lysias, auprès de qui il apprend l'art oratoire et le métier d'avocat , et Platon, auprès duquel il apprend la philosophie. Bon soldat, il accomplit son service militaire et participe à plusieurs campagnes brillamment : il est décoré deux fois lors de la bataille de Mantinée contre les Thébains, puis en Eubée à la bataille de Tamynes contre les Eubéens révoltés.

### Débuts en politique
En 348, après la chute d'Olynthe aux mains de Philippe II de Macédoine, il se fait remarquer en défendant l'idée d'une grande réunion des cités contre le Macédonien. Il participe à une ambassade envoyée en Arcadie à cette fin, mais essuie un échec qui le décourage tellement qu'il change de parti, et réclame désormais la paix avec Philippe. Il est alors proche d'Euboulos, chef de file du parti de la paix.

### Ralliement à Philippe et lutte contre Démosthène

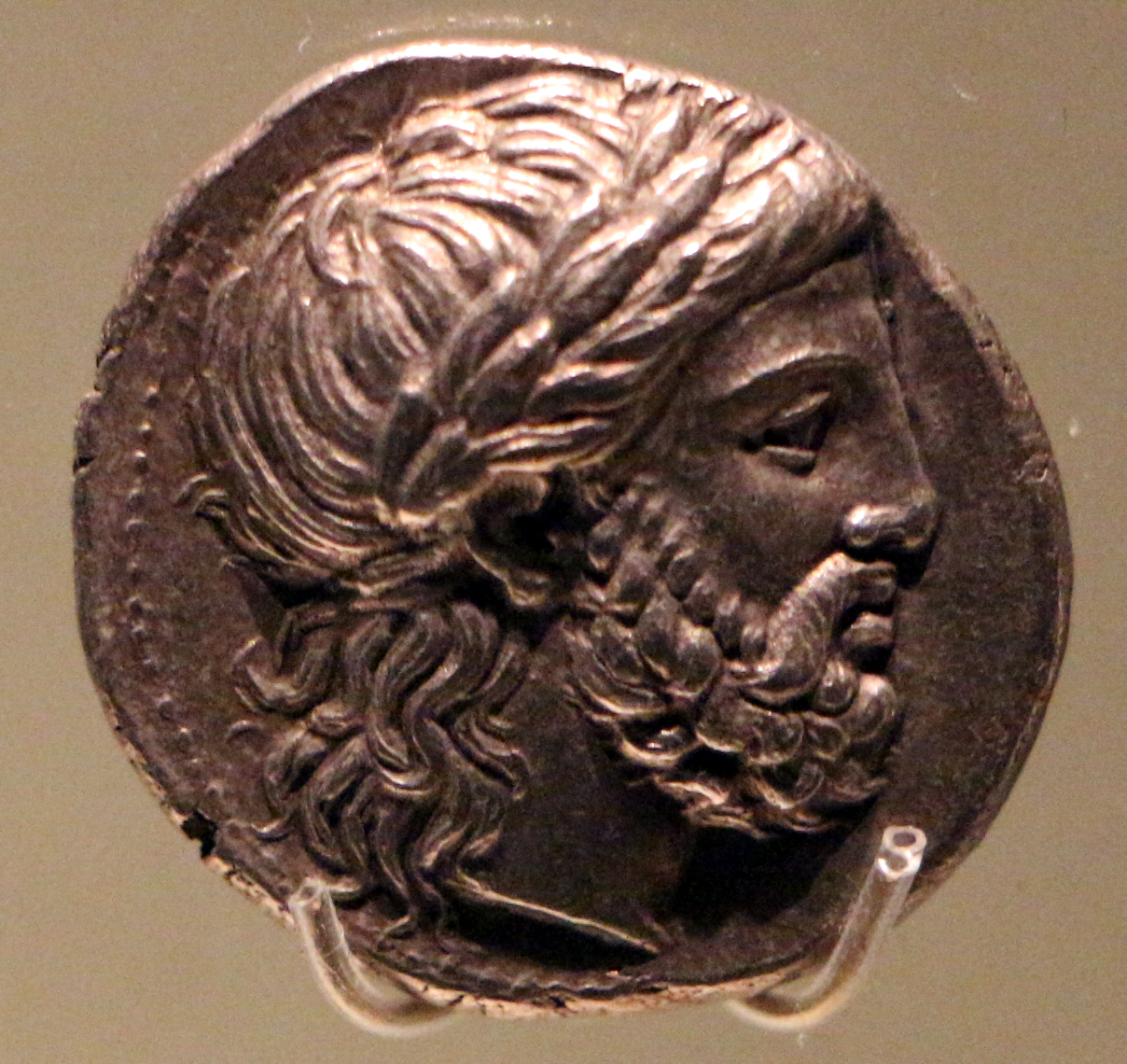
Figure de Zeus sur une monnaie de Philippe de Macédoine.

En 346, il fait partie, avec Euboulos et Philocrate, du groupe envoyé en ambassade en Macédoine afin de négocier la paix avec Philippe de Macédoine. Il négocie la paix de Philocrate avec le roi et, presque aussitôt, se trouve accusé par Timarque, un partisan de Démosthène, de corruption et de complicité avec Philippe. Eschine écrit son discours Contre Timarque, et est  acquitté . En 343 Démosthène revient à la charge, rédigeant pour cette occasion son discours Sur l'ambassade, auquel Eschine répond par son Sur la fausse ambassade. Cette fois, il est acquitté de justesse. En 339, il se fait élire pylagore pour faire partie des députés athéniens envoyés à l'amphictyonie de Delphes. Furieux des accusations d'Amphissa contre Athènes, il s'emporte et convainc l'amphictyonie de punir Amphissa, coupable d'avoir cultivé la plaine sacrée de Crisa, déclenchant ainsi l'une des Guerres sacrées. Partisan d'une paix avec la Macédoine après la bataille de Chéronée, il va, avec Démade, négocier les conditions de paix.

### Duel final avec Démosthène et exil
En 336, Ctésiphon propose de voter l'attribution d'une couronne en or à Démosthène, pour s'être bien conduit dans l'exercice de ses charges. Eschine saisit l'occasion et attaque Ctésiphon en illégalité car Démosthène n'a pas encore été soumis à reddition de compte pour les charges en question et la couronne d'or est délivrée au théâtre de Dionysos et non pas à la Pnyx ou à la Boulè comme c'est la coutume. Eschine prononce alors son fameux discours Contre Ctésiphon. Démosthène rédige la défense de Ctésiphon : c'est l'occasion de son plus fameux discours Sur la couronne qui blanchit Ctésiphon et humilie Eschine. Ce dernier, n'ayant pas même obtenu un cinquième des voix, est condamné comme calomniateur, soumis à une amende de 1 000 drachmes et se voit interdire de porter plainte.
Il se retire alors à Éphèse, puis à Rhodes où il ouvre une école de rhétorique. Il meurt à 75 ans, survivant à son grand rival Démosthène.

## Style
Autodidacte d'origine modeste, Eschine était considéré comme l'orateur le plus brillant de son temps, Démosthène excepté — il lui manquait la vigueur et l'emportement de ce dernier. Grand improvisateur et technicien, il respectait scrupuleusement les règles de la rhétorique classique, notamment en ce qui concernait la composition du discours.
Il avait pourtant le sens de l'ironie : témoin le passage du Contre Ctésiphon où, parodiant les métaphores de Démosthène, il prête à Ctésiphon des images saugrenues et ridicules : « Ἀμπελουργοῦσί τινες τὴν πόλιν, ἀνατετμήκασί τινες τὰ κλήματα τὰ τοῦ δήμου, ὑποτέτμηται τὰ νεῦρα τῶν πραγμάτων, φορμορραφούμεθα, ἐπὶ τὰ στενά, τινὲς πρῶτον ὥσπερ τὰς βελόνας διείρουσι. » (« Il est des gens, criait-il, qui ébourgeonnent la république et qui ébranchent le peuple ; on coupe les nerfs des affaires ; les uns nous plient comme de l'osier, les autres nous enfilent comme des aiguilles. »).
Cependant, il reconnaissait la supériorité oratoire de Démosthène ; à la fin de sa vie, il en parlait avec admiration à un auditeur : « Que serait-ce donc si vous aviez entendu le fauve en personne ? »

## Œuvres
Il ne nous reste d'Eschine que trois discours :
- Contre Timarque ;
- Sur l'ambassade infidèle ;
- Contre Ctésiphon.

## Évocations
Il est donné comme exemple de relais de désinformation par Vladimir Volkoff dans sa Petite histoire de la Désinformation.